# Alfred Pott
Alfred Pott (* 17. Dezember 1882 in Witten/Ruhr; † 19. Mai 1951 in Essen) war ein deutscher Ingenieur und Manager.

## Leben
Nach dem Besuch der Realschule in Hagen und der höheren Maschinenbauschule in Dortmund studierte Alfred Pott Chemie an den Technischen Hochschulen in Darmstadt (1902–05) und Karlsruhe (1905/06). 1907 trat er in die Firma Dr. C. Otto & Comp., Bochum-Dahlhausen, ein und arbeitete anschließend in einem angegliederten Ingenieurbüro an der Planung neuer Kokereien und Nebenproduktengewinnungsanlagen. 1917 wurde er alleinverantwortlicher Direktor der Kokereibetriebe und Zechenlaboratorien des Stinnes-Konzerns. 1912 heiratete Alfred Pott die gleichaltrige Cläre Mommer. Die Ehe blieb kinderlos. 
In den 1920er Jahren entwickelte Pott zusammen mit dem Chemiker Hans Broche ein neues Verfahren zur Kohleverflüssigung, das Pott-Broche-Verfahren. Gemeinsam mit Albert Vögler (1877–1945), dem Generaldirektor der VESTAG, der Vereinigten Stahlwerke AG (VSt), entwarf Alfred Pott das Konzept einer großräumigen Versorgung mit Ferngas, um das in den Kokereien erzeugte Gas wirtschaftlich zu nutzen. Dazu gründeten beide 1926 die Aktiengesellschaft für Kohleverwertung (AGKV) als Gemeinschaftsunternehmen der Ruhrgebietszechen, die 1928 in Ruhrgas AG umbenannt und von Pott bis 1935 geleitet wurde. Mit einem Leitungsnetz von 857 km Länge und 385 Mitarbeitern erzielte die Ruhrgas AG 1930 einen Umsatz von 13 Millionen Reichsmark. Binnen weniger Jahre entwickelte sich das Unternehmen zur führenden Ferngasgesellschaft Deutschlands. 
Zum 1. Mai 1933 trat Pott der NSDAP bei (Mitgliedsnummer 2.550.584). 1938 übersiedelte er als Generalbevollmächtigter des Grafen Nikolaus von Ballestrem nach Gleiwitz, um den größten privaten Montankonzern in Oberschlesien nach dem Vorbild der Vereinigte Stahlwerke AG zu reorganisieren. Pott war einer der Hauptinitiatoren der Pläne, die in ganz Oberschlesien ein in seiner Kapazität dem Ruhrgebiet vergleichbares Industriegebiet vorsahen, das jedoch großräumiger als die enge Stadt- und Industrielandschaft des Ruhrgebietes sein sollte.
Nach erfolgreicher Beendigung der Operation Weserübung forderte Pott im Juli 1940 in einem Schreiben an die Reichswirtschaftskammer (Wirtschaftsgruppe Eisen), „dass Erzfelder und -gruben in Skandinavien, die sich in feindlichem Besitz befunden haben, oberschlesischen Konzernen der Eisen schaffenden Industrie vorbehalten werden.“ In einer umfangreichen Denkschrift vom 15. Oktober 1940 über die „Zusammenfassung der gesamten oberschlesischen Eisen- und Stahlindustrie“ stellte er fest: „Zu den Hauptaufgaben der Zukunft gehört erstens die Sicherung einer eigenen Erzbasis in Skandinavien, vielleicht auch auf dem Balkan. Entsprechende Schritte sind eingeleitet.“
Zudem hielt er im Rahmen der Fachhochschulkurse für Wirtschaft und Verwaltung an der Schlesischen Friedrich-Wilhelm-Universität in Breslau Vorträge über die „Pläne zu Neuordnung und Aufbau im oberschlesischen Raum“. Unter anderem sahen diese Pläne den Bau einer Breitspurbahn mit vier Meter Spurbreite für den Massengütertransport zu dem einige hundert Kilometer östlich in der weiten Ebene gelegenen Kriwoi Rog mit seinen riesigen Erzlagern vor. So sollte „der Osten – und zwar die Ukraine und das Donezbecken – für die oberschlesische Eisenindustrie Vorland werden.“ In einem Geschäftsbericht des Ballestrems-Konzern ließ Pott festhalten:

„Die glänzenden Waffentaten unserer überragenden Wehrmacht werden sich auf das Schicksal Europas auf unabsehbare Zeit auswirken. Für uns im neugebildeten Gau Oberschlesien sind damit die Voraussetzungen geschaffen, die uns zugedachten Aufgaben bei der Erschließung der gewonnen Gebiete einer sicheren Lösung zuzuführen.“

Überdies war Pott Aufsichtsratsvorsitzender der Oberschlesische Hydrierwerke AG, bei der für die Errichtung eines riesigen Chemiekomplexes in Blechhammer Zwangsarbeiter zum Einsatz kamen. Parallel wirkte er von 1941 bis 1945 als Vorstandsvorsitzender der DECHEMA.
Nach der Flucht aus Oberschlesien 1945 war er zuerst für die Ballestremsche Nachlassverwaltung tätig. Im Zuge der Entnazifizierung wurde er als Mitläufer eingestuft. Pott zog 1947 nach Essen und übernahm unter anderem den Aufsichtsratsvorsitz der National-Bank AG, deren größter Einzelaktionär er zeitweise war. Er verstarb 1951. Seine Frau Cläre († 1962) verfügte testamentarisch die Gründung der gemeinnützigen Alfred und Cläre Pott-Stiftung, die sich die Förderung von Wissenschaft und Bildung, Kultur und sozialen Zwecken zur Aufgabe gemacht hat. Die Einrichtung wird seit 1984 vom Stifterverband für die Deutsche Wissenschaft treuhänderisch verwaltet.